# 蔣範化
蒋范化（？—1638年），直隶保定府蠡縣军籍。

## 生平
崇祯元年（1628年）戊辰科進士，历官户部郎中，督湖广粮饷，不腻一粟，致仕奉亲，甘心菽水。崇祯十一年戊寅城破殉节。
子蒋尔恂，父蒋范化死於崇祯十一年清军入侵畿内之時，尔恂時年十余岁，画父像，並带劍朝夕泣拜，誓报父仇 。顺治四年兴兵起事，率众入城，杀蠡县知县孔养秀，称大明中兴元年，后企图攻略河间，失败被杀。